# Orchestre philharmonique de la NDR
L’Orchestre philharmonique de la NDR, connu internationalement sous le nom de NDR Radiophilharmonie, est un orchestre symphonique allemand fondé en 1950, basé à Hanovre, dépendant de la Norddeutscher Rundfunk (NDR).

## Historique
L'Orchestre philharmonique de la NDR de Hanovre est fondé en 1950.
À l'instar de l'Orchestre symphonique de la NDR de Hambourg, la formation dépend de la Norddeutscher Rundfunk.
À partir de 2014, Andrew Manze est le chef principal de l'orchestre. Son contrat est renouvelé en 2017, puis prolongé en 2019, jusqu'en 2023,.
En 2023, Jörg Widmann est nommé premier chef invité de l'Orchestre.
En 2024, Stanislav Kochanovsky devient chef principal de la formation,.

## Chefs permanents
Comme chefs permanents de l'orchestre se sont succédé :
- Willy Steiner (de) (1950-1975) ;
- Bernhard Klee (en) (1976-1979) ;
- Zdeněk Mácal (1980-1983) ;
- Aldo Ceccato (1985-1989) ;
- Bernhard Klee (1991-1998) ;
- Eiji Ōue (1998-2009) ;
- Eivind Gullberg Jensen (2009-2014) ;
- Andrew Manze (2014-2023) ;
- Stanislav Kochanovsky (depuis 2024).

## Créations
L'Orchestre philharmonique de la NDR est le créateur de plusieurs œuvres, de Berthold Goldschmidt (Chronica, version révisée, 1993), Cristóbal Halffter (Präludium für Nemesis, 1990), York Höller (en) (Fanal, version révisée, 1994), Rudolf Kelterborn (Phantasmen, 1967), Volker David Kirchner (Symphonie no 1 « Totentanz », 1982), Giselher Klebe, René Leibowitz (Concerto pour violon, 1961), Bruno Maderna (Dimensioni III, 1964), Martin Christoph Redel (en) (Bruckner-Essay, 1983), Manfred Trojahn (Symphonie no 1 « Makramee », 1976) ou Isang Yun, notamment.